# Mattarello (Trento)
Mattarello è una frazione e la circoscrizione amministrativa numero 8 del comune di Trento. Si trova a sette chilometri a sud della città e a dicembre 2024 aveva 6.313 abitanti.

## Storia

### Preistoria e antichità
Non esistono evidenze archeologiche specifiche per Mattarello, ma il territorio intorno a Trento era abitato dalla Cultura di Luco-Meluno (nell'età del Bronzo) e in seguito dalle popolazioni retiche nel I millennio a.C. È verosimile che villaggi sparsi e insediamenti agricoli occupassero le colline di Mattarello fin dall’età del Ferro, con coltivazioni di cereali e allevamento di bestiame nel fondovalle dell’Adige, sfruttando le correnti d’aria favorevoli ai venti predannici, tipiche della zona. Questa ricostruzione si basa sui modelli di insediamento della Valle dell’Adige nell’antichità.

### Epoca Romana
L’area era attraversata dalla Via Claudia Augusta che collegava il Po alla Rezia (zona dell’attuale Austria), passando nei pressi di Trento. Anche se non sono mai emersi resti visibili a Mattarello, è altamente probabile che nell’antichità vi fossero "mansiones" o stazioni di posta minori, punti di ristoro o di cambio cavalli presso l’attuale borgo, analogamente ad altre località lungo l’antica strada romana. 

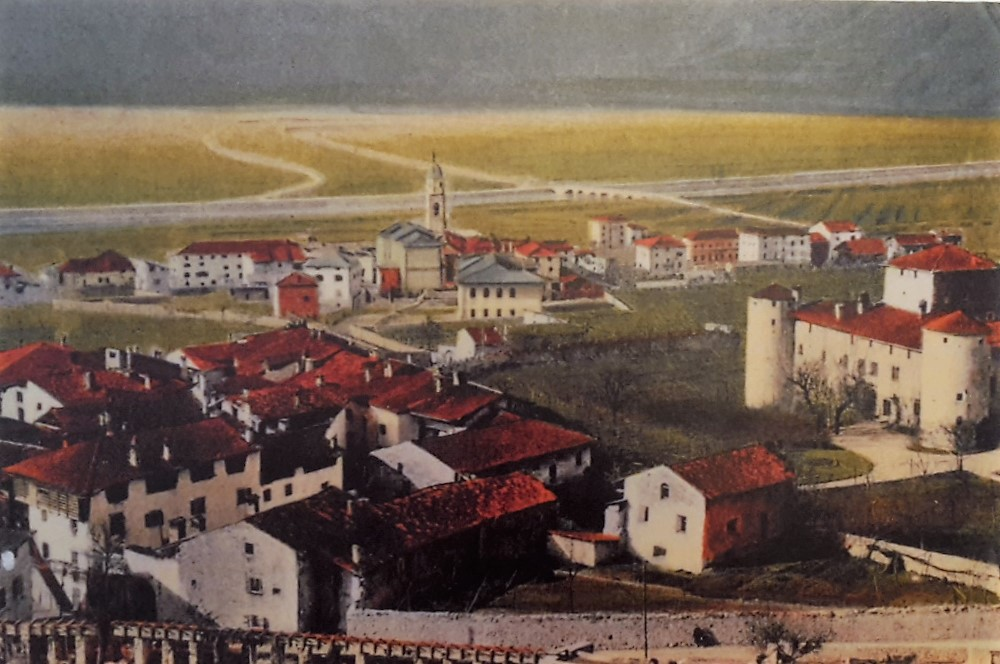
Dipinto del castello Torre Franca

### Medioevo
Il centro abitato si sviluppò in due nuclei distinti: uno vicino alla chiesa lungo la via Trento‑Rovereto, uno più a monte attorno al castello del paese. Quest'ultimo venne eretto nel XII secolo dalla famiglia Castelbarco per controllare la strada verso la Valsugana. Nel 1391 il centro abitato è stato citato come castrum Matarelli in un documento delle magistrature trentine.

### Età moderna
Nel 1532 il castello viene ceduto dai Castelbarco ai Trauttmansdorff, che innalzarono le quattro torri cilindriche, decorarono gli ambienti con affreschi e porticati rinascimentali, dando nuovo lustro alla comunità. Nell'ambito di un piano di riqualificazione urbana, la chiesa di San Leonardo, attestata già nel 1339 e dotata di fonte battesimale dal 1454, fu demolita e ricostruita tra il 1790 e il 1796 su progetto di Scottino da Lizzana, con decorazioni pittoriche di fine Settecento‑Ottocento.

### Ottocento
Sotto l’Impero Austro‑Ungarico si susseguirono numerose carestie (come “l’anno senza estate” del 1816) ed epidemie di colera negli anni 1836 e 1855, con gravissime conseguenze economiche, che colpirono anche la comunità di Mattarello. Nel 1875, a causa di una tempesta agricola, il paese si trovò sull'orlo del collasso economico e sociale. Mattarello fu scelta dal Genio Militare austro-ungarico per costruire tre fortificazioni difensive (bassa, media, alta, in località Zampetta) tra il 1879 e il 1900, con l’opera principale (Forte Alto, Haupt Werk) armata con obici da 100 mm e cannoni da 120/80 mm dando vita al Complesso fortificato di Mattarello.

### Novecento e giorni d'oggi
Con l’inizio della Prima Guerra mondiale, le fortificazioni diventarono obsolescenti: furono disarmate, destinate a depositi o falsi bersagli; il castello convertito in ospedale militare austriaco. Dopo il conflitto, con il passaggio del Trentino al Regno d'Italia, i forti passarono al Regio Esercito. Un’esplosione nel 1928 distrusse la batteria bassa causando una vittima. In epoca fascista il piccolo comune autonomo fu soppresso nel 1926 come parte del progetto “La grande Trento”, e inglobato nel Comune di Trento. Negli anni post‑bellici, Mattarello divenne sede di strutture pubbliche e culturali come il Centro di Biologia Integrata dell'Università di Trento e l'Aeroporto Gianni Caproni. Inoltre, l’area industriale‑commerciale a sud del paese è cresciuta a ritmi elevati grazie allo sforzo di diverse aziende tessili dal 1962.

## Monumenti e luoghi d'interesse

### Architetture religiose
- Chiesa di San Leonardo

### Infrastrutture
- Aeroporto di Trento-Mattarello

## Economia

### Artigianato
Per quanto riguarda l'artigianato, è importante la produzione di mobili e di oggetti in legno, impreziositi da pregevoli decorazioni artistiche raffiguranti temi tipici locali.

## Sport

### Calcio
La principale squadra di calcio è l'U.S. Mattarello Calcio A.S.D. che milita nel girone B trentino di 1ª Categoria.

### Pallavolo
A Mattarello è presente la società Torrefranca, che nella stagione 2017-2018 partecipa al campionato regionale di serie C.

## Amministrazione

### Gemellaggi
Mattarello è gemellata con:
- Ergolding, Germania (dal 1989).